# Raadselsprookje
Raadselsprookje is een sprookje uit Kinder- und Hausmärchen, de verzameling van de gebroeders Grimm, met als nummer KHM160. De oorspronkelijke naam is Rätselmärchen.

## Het verhaal

### Raadsel
Drie vrouwen in het veld zijn veranderd in bloemen, maar een van hen mag 's nachts naar huis. Ze zegt tegen haar man dat hij haar moet komen plukken en ze zal dan verlost zijn en bij hem blijven. Hij plukt de bloem, maar hoe herkende hij haar?

### Antwoord
Ze stond 's nachts niet in het veld en er was geen dauw op haar gevallen zoals op de andere twee.

## Achtergronden bij het verhaal
- Het sprookje komt uit een volksboek met raadsels uit het begin van de zestiende eeuw.
- Een opgegeven raadsel was vroeger meer dan amusement, denk ook bijvoorbeeld aan het Bijbelverhaal over Simson en de Odinsvraag. Het raadsel speelt een grote rol in Vafþrúðnismál (het lied van Vafthrudnir uit de Edda). Het speelt ook in andere sprookjes een rol, zoals in Het raadsel (KHM22), Repelsteeltje (KHM55), De verstandige boerendochter (KHM94), Dokter Alwetend (KHM98), De volleerde jager (KHM111), Het snuggere snijdertje (KHM114), De duivel en zijn grootmoeder (KHM125), De zes dienaren (KHM134) en Het herdersjongetje (KHM152).
- Zie ook Het raadsel, een volksverhaal uit Suriname.
- Ook in De Indische waterlelies, Jorinde en Joringel (KHM67) en De anjer (KHM76) veranderen vrouwen in bloemen.